# Fox (Sverige)
Fox var en TV-kanal från Fox Networks Group som startade sina sändningar i Sverige den 22 september 2014. och som upphörde med sändningarna den 1 januari 2021.
Fox International Channels ansökte om tillstånd hos dåvarande Post- och telestyrelsen, för att få sända marksänd Digital-TV i Sverige under 2005, men fick inget tillstånd. Under 2014 fick Fox tillstånd för att starta en svensk TV-kanal. Kanalen sände från Helsingfors som sina nordiska grannkanaler, Finland och Norge. Kanalen visade delar av amerikanska Foxs utbud, serier som Fox äger utlandsrättigheterna till och egna produktioner. Vid lanseringen fanns kanalen hos Com Hem, Telia, Boxer och Canal Digital.

## Program och serier
- CSI: Miami
- Da Vinci's Demons
- Det stora fyndkriget
- Extrema Samlare
- The Good Wife
- Grandma's Boy
- Jo
- Jordan, rättsläkare
- Modern Family
- The Secret of Crickley Hall
- Skattgrävare
- Star Trek: Enterprise
- The World's Best Chefs

## Film
- Escape from Planet Earth

## Kortfilm
- Ghost Patrol